# One of Us (album Joan Osborne)
One of Us è un album di raccolta della cantautrice statunitense Joan Osborne, pubblicato nel 2005.

## Tracce
1. One of Us (Eric Bazilian)
2. How Sweet It Is (Lamont Dozier, Brian Holland, Eddie Holland)
3. Why Can't We Live Together (Thomas)
4. Everybody Is a Star (Sly Stone)
5. Smiling Faces Sometimes (Barrett Strong, Norman Whitfield)
6. These Arms of Mine (Otis Redding)
7. Right Hand Man (Osborne, Bazillian, Chertoff, Hyman, Captain Beefheart)
8. Only You and I Know (Dave Mason)
9. Think (Aretha Franklin, White)
10. I'll Be Around (Bell, Hurtt)
11. Love's in Need of Love Today (Stevie Wonder)